# 이선영 (국악인)
이선영(1961년 ~)은 대한민국의 국악인으로, 국가무형문화재 제57호 경기민요 이수자다.

## 방송
- KBS 국악대경연 (1993) - 대상

## 음반
- 한국의 명시 4집 (1979)
- 차세대 명인 (1997)
- 국악인 이선영의 가요세계 (2016)
- 이선영 경기민요
- 이선영의 경기잡잡가 (2018)

## 공연
- KBS국악관현악단 제203회 정기연주회 (2012)
- 봉이 김선달 - 주연

## 수상
- 전국민요경창대회 1등 (1982)
- 전주대사습놀이 민요부문 장원 (1993)
- 제3회 경기국악제 대통령상 (1996)
- KBS국악대상 (민요부문) 수상 (1997, 2012)